# Fipsianus andreae
Fipsianus andreae är en insektsart som beskrevs av Holzinger 2009. Fipsianus andreae ingår i släktet Fipsianus och familjen kilstritar.
Artens utbredningsområde är Seychellerna. Inga underarter finns listade i Catalogue of Life.